# Yuki Kaneko
Yuki Kaneko (født 29. maj 1982) er en tidligere japansk fodboldspiller.
Han har spillet for flere forskellige klubber i sin karriere, herunder Yokohama F. Marinos og Consadole Sapporo.